# 남일중학교
남일중학교(南一中學校)는 대한민국 부산광역시 동래구 안락동에 있는 공립 중학교이다.

## 학교 연혁
- 1991년 1월 14일 : 충렬여자중학교 설립 인가
- 1991년 3월 5일 : 개교 및 제1회 입학식 (10학급 501명)
- 2003년 3월 1일 : 남일중학교로 교명 변경
- 2024년 3월 1일 : 제16대 박은혜 교장 취임
- 2025년 2월 4일 : 제32회 졸업식(7학급 199명, 누계 10,537명)
- 2025년 3월 4일 : 제35회 입학식(7학급 208명)

## 참고 자료
- 남일중학교 - 한국교육학술정보원 학교알리미